# Jean-Baptiste d'Hane de Steenhuyse
Graaf Jean-Baptiste d'Hane de Steenhuyse (Gent, 24 augustus 1757 - 17 januari 1826) was een Zuid-Nederlands edelman en politicus.

## Familie
Jean-Baptiste Marie Joseph François Ghislain d'Hane de Steenhuyse behoorde tot een familie die in 1641 'voor zoveel als nodig' adelserkenning verkreeg en in 1768 door keizerin Maria Theresia begiftigd werd met de titel van graaf. Dit laatste was ten voordele van de vader van Jean-Baptiste, Pieter Emmanuel d'Hane (1726-1786), heer van Leeuwergem, die getrouwd was met Colette de la Villette. Jean-Baptistes broer was Emmanuel d'Hane.
Jean-Baptiste d'Hane de Steenhuyse, was de laatste heer van het prinsdom Steenhuize, dat hij in 1784 aankocht. Deze heerlijkheid had ooit aan Lodewijk van Gruuthuse behoord. Hij trouwde in 1783 met Marie-Madeleine Rodriguez d'Evora y Vega (Gent, 1760 - Leeuwergem, 1842), dochter van Emmanuel d'Evora, markies van Rhodes.
Het echtpaar kreeg zeven kinderen:
- Julie d'Hane (1784-1835), die trouwde met Chrétien van Pottelsberghe (1780-1858).
- Charles d'Hane de Steenhuyze (1787-1858).
- Louis-Emmanuel d'Hane de Steenhuyse (1788-1861), die trouwde met Virginie de Kerchove d'Ousselghem (1801-1871).
- Constant d'Hane de Steenhuyse (1790-1850).
- Eugène d'Hane de Steenhuyse (1793-1853), burgemeester van Elene, provincieraadslid van Oost-Vlaanderen, lid van de administratieve commissie voor de gevangenissen in Gent.
- Jean-Baptiste Joseph d'Hane de Steenhuyse (1797-1858).
- Edmond d'Hane de Steenhuyse (1802-1877), burgemeester van Leeuwergem.

Alleen Charles d'Hane had kinderen die kinderloos bleven, zodat twee generaties later deze familie volledig was uitgestorven.

## Levensloop

### Jeugdjaren
Jean-Baptiste d'Hane liep school bij de jezuïeten in Gent. Hij trad er op in toneelstukken. In 1772 speelde hij de rol van Eva in het treurspel Adam en Eva. Tot in 1783 stond hij bekend onder de naam D'Hane de Waterdijk, naar de heerlijkheid in het noorden van Oost-Vlaanderen die aan de familie behoorde. In 1778 werd hij lid van de vrijmetselaarsloge La Bienfaisante, waarvan hij in 1783 eerste opziener was. Hij werd in 1782 lid van de Sint-Jorisgilde, in 1783 werd hij 'proviseerder' van de Sint-Sebastiaansgilde en in 1786 beschermheer van de Gentse Academie.

### Brabantse Omwenteling
D'Hane liet voor het eerst van zich horen tijdens de Brabantse Omwenteling. Hij nam eerst een afwachtende houding aan, maar in november 1789 trad hij stilaan op de voorgrond door lid te worden van revolutionaire comités. In december werd hij lid van het Comité van administratie, regering en politieke zaken binnen de Staten van Vlaanderen en in januari 1790 was hij een van de afgevaardigden van deze Staten om in Brussel deel te nemen aan de oprichting van de Verenigde Nederlandse Staten. Zijn voorstel werd er aanvaard om de adel als stand te erkennen en een eigen vertegenwoordiging te geven binnen de Provinciale Staten. Dit was iets waar hij al voordien voor geijverd had, maar onder keizer Jozef II geen gehoor vond.
Toen de revolutie mislukte, stuurde hij aan op verzoening met de Habsburgse monarchie en legde in 1791 de eed van trouw af aan de nieuwe keizer, Leopold II. Toen de Franse troepen in november 1792 binnenvielen, werd hij onmiddellijk gevangengenomen wegens hoogverraad tegen natie en vrijheid. Hij kwam weer vrij maar hield zich voortaan afzijdig van politieke activiteiten, ook na de terugkeer van de Oostenrijkers.

### Franse Tijd
Bij de tweede inval van de Fransen in juni 1794 emigreerde hij naar de Verenigde Provinciën. Na enkele maanden keerde hij naar Gent terug en moest er het hoofd bieden aan de zware belastingen die de Franse overheid hem oplegde. Meestal weigerde hij te betalen, met het argument dat de Fransen evenmin betaalden. Hij werd opnieuw gevangengenomen en ditmaal in Parijs opgesloten. Karel van Hulthem en andere Gentenaars kregen hem vrij maar hij werd wel verboden nog enig openbaar mandaat te vervullen.
Toen Bonaparte aan de macht kwam draaide D'Hane bij. In 1803 was hij een van de commissarissen die de plechtige intrede van de eerste consul in Gent organiseerde. In 1804 werd hij lid van de Conseil général van het Scheldedepartement en bleef dit tot in 1814, enkele jaren als ondervoorzitter.
In 1806 werd hij burgemeester van Oosterzele. In de volgende jaren werd hij ook nog burgemeester van Drongen, Oombergen, Hillegem en Elene. Ondanks pogingen, slaagde hij er niet in lid van het Gentse stadsbestuur te worden. In 1807 werd hij lid van de Commissie van burgerlijke godshuizen in Gent.

### Verenigd Koninkrijk der Nederlanden
In maart 1814 werd hij door het Voorlopig Bewind dat was opgericht door de geallieerden, tot intendant (tijdelijk gouverneur) van Oost-Vlaanderen benoemd.
In 1815 beloofde hij trouw aan het Verenigd Koninkrijk der Nederlanden. Hij werd echter geen gouverneur van Oost-Vlaanderen, zoals hij gehoopt had. Hij werd kamerheer van koning Willem I, die hem benoemde tot lid van de Eerste Kamer der Staten-Generaal. Zijn adellijke status en zijn titel van graaf werden al in 1816 bevestigd, met zijn inschrijving op de lijst van de Ridderschap van Oost-Vlaanderen.
In de Eerste Kamer nam hij vaak een kritische houding aan. Hij was het vooral oneens met de landbouwpolitiek die de regering voerde. Zijn kritische houding werd bestraft met het dringend verzoek niet meer op het koninklijk paleis te verschijnen.

### Nalatenschap
Bij zijn overlijden liet hij 1.220 ha na aan zijn erfgenamen, evenals zijn prachtige hotel met een grote schilderijenverzameling, een uitgebreide bibliotheek en een merkwaardige munten- en penningenverzameling. Tot de nalatenschap behoorde ook het kasteel van Leeuwergem.

## Het Hotel d'Hane-Steenhuyse in Gent
Het Hotel d'Hane-Steenhuyse werd door drie opeenvolgende generaties gebouwd. Emmanuel d'Hane (1702-1771) liet het hoofdgebouw optrekken met onder meer de sierlijke voorgevel in Lodewijk XV-stijl. Zijn zoon, Pierre-Emmanuel d'Hane, deed verschillende aanpalende huizen afbreken om het hotel verder uit te breiden en liet ook de fraaie tuingevel in Lodewijk XVI-stijl bouwen. Jean-Baptiste d'Hane zorgde vooral voor de aankleding en verfraaiing in luxueuze stijl van de woonvertrekken. Het hotel verleende vaak onderdak aan voorname bezoekers.
In 1803 logeerde er Talleyrand, die eerste consul Napoleon Bonaparte vergezelde tijdens zijn bezoek aan de voormalige Oostenrijkse Nederlanden. In 1811 resideerde Jérôme Bonaparte, koning van Westfalen er en in 1814 tsaar Alexander I van Rusland. Ook nog in 1814 werd door D'Hane, die toen intendant (voorlopige gouverneur) was, een diner aangeboden aan de Engelse en de Amerikaanse delegaties, nadat ze de Vrede van Gent hadden ondertekend. Onder de delegatieleden bevond John Quincy Adams, later president van de Verenigde Staten. 
Van 30 maart tot 22 juni 1815 verbleef koning Lodewijk XVIII in het hotel, in de periode van de Honderd Dagen, waarbij hij op de vlucht moest slaan voor de teruggekeerde Napoleon. In zijn gevolg bevond zich François René de Chateaubriand. Datzelfde jaar logeerde er ook koning Willem I, toen hij in Gent zijn 'blijde intrede' deed.